# Santa Coloma de Gramenet
Santa Coloma de Gramenet (appelé autrefois : Gramenet del Besòs) est une commune espagnole de Catalogne, située dans la province de Barcelone et la comarque du Barcelonès.

## Géographie

### Situation
La commune est située à l'est du fleuve Besòs, entre la Serralada de Marina et Badalone, dans l'aire métropolitaine de Barcelone.

### Communes limitrophes
|           | Montcada i Reixac        |          |
| Barcelone | Santa Coloma de Gramanet | Badalone |
|           | Sant Adrià de Besòs      |          |

## Histoire
En 2013, Santa Coloma de Gramenet rejoint le réseau des communes pour la Troisième République (es), dont elle reste la ville la plus peuplée jusqu'à l'incorporation de Parla en 2016.
Le 22 mai 2021, la ville est le théâtre d'un fait divers macabre lorsque les Mossos découvrent un cadavre humain dans la patte d'une statue de stégosaure en papier mâché installée par les cinémas locaux. L'individu décédé serait resté coincé là pendant plusieurs jours après être entré dans la statue pour y récupérer un ordiphone. 

## Politique et administration

### Conseil municipal
La ville de Santa Coloma de Gramenet comptait 117 981 habitants aux élections municipales du 28 mai 2023. Son conseil municipal (en espagnol : Pleno del Ayuntamiento) se compose donc de 27 élus.
Depuis les premières élections municipales démocratiques de 1979, la ville a été uniquement dirigée par des maires de gauche ou de centre gauche.

### Maires
| Mandat    | Maire | Maire                                         | Parti | Majorité |
| --------- | ----- | --------------------------------------------- | ----- | -------- |
| 1979-1983 |       | Lluís Hernández Alcàsser (ca)                 | PSUC  | 13 / 27  |
| 1983-1987 |       | Lluís Hernández Alcàsser (ca)                 | PSUC  | 15 / 27  |
| 1987-1991 |       | Lluís Hernández Alcàsser (ca)                 | IC    | 13 / 27  |
| 1991-1995 |       | Manuela de Madre                              | PSC   | 13 / 27  |
| 1995-1999 |       | Manuela de Madre                              | PSC   | 12 / 27  |
| 1999-2003 |       | Manuela de Madre Bartomeu Muñoz (ca) (2002)   | PSC   | 18 / 27  |
| 2003-2007 |       | Bartomeu Muñoz (ca)                           | PSC   | 16 / 27  |
| 2007-2011 |       | Bartomeu Muñoz (ca) Núria Parlón (ca) (2009)  | PSC   | 17 / 27  |
| 2011-2015 |       | Núria Parlón (ca)                             | PSC   | 12 / 27  |
| 2015-2019 |       | Núria Parlón (ca)                             | PSC   | 14 / 27  |
| 2019-2023 |       | Núria Parlón (ca)                             | PSC   | 17 / 27  |
| 2023-2027 |       | Núria Parlón (ca) Mireia González Sáez (2024) | PSC   | 17 / 27  |

## Population et société

### Sports
- Athlétisme : Unió Colomenca d'Atletisme
- Football : Unió Esportiva Atlètica Gramenet(1923). Fundació Esportiva Grama (2013)
- Football en salle : Catgas Energia Santa Coloma (1975)
- Cyclisme : Club Ciclista Colomenc

## Transports
Santa Coloma de Gramenet est connectée au réseau du métro de Barcelone par la ligne 1 depuis 1983, et la ligne 9 depuis 2009.

## Culture locale et patrimoine

### Lieux et monuments
- L'église majeure ;
- Le village ibérique de Puig Castellar.

### Dans l'Art

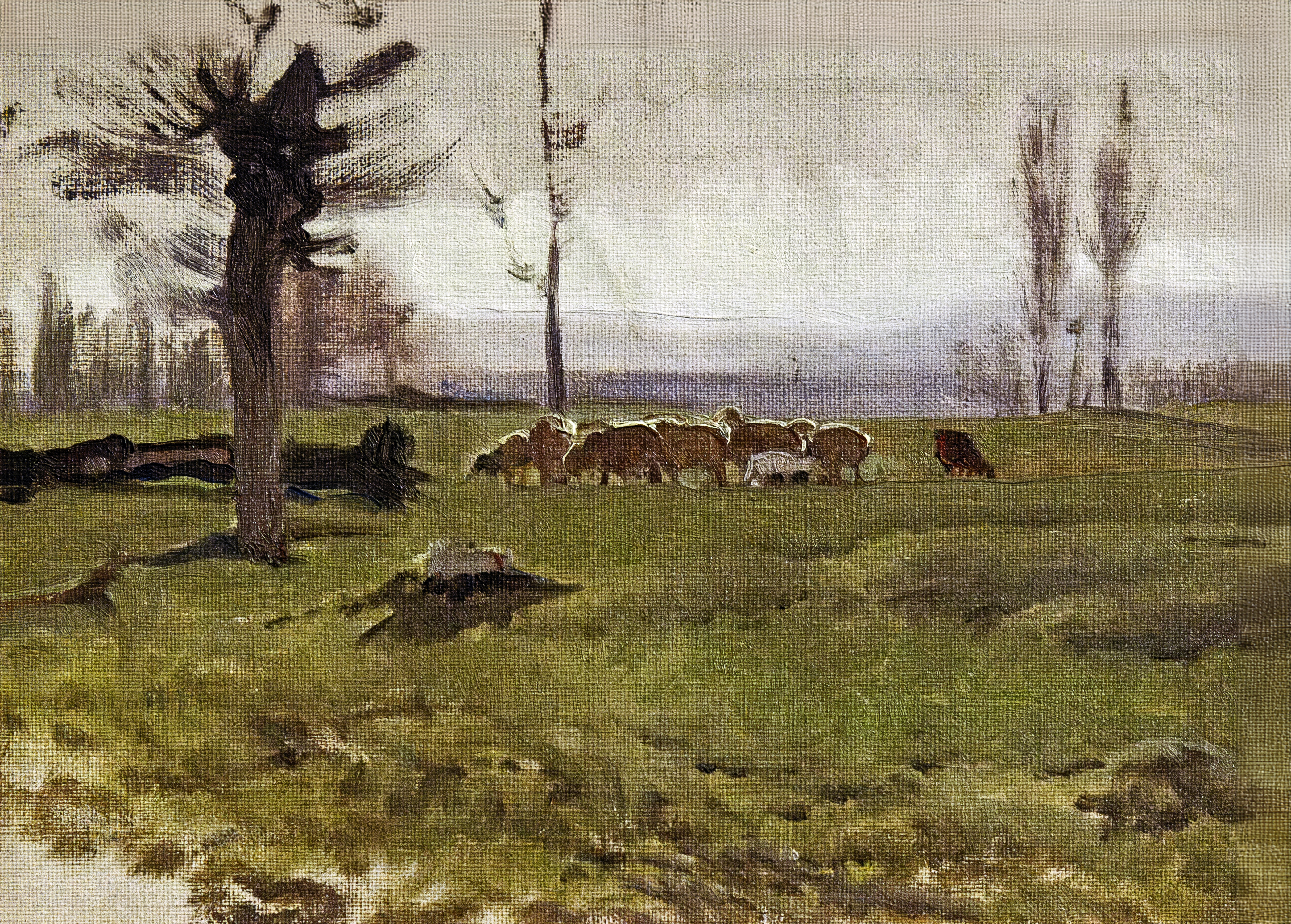
Santa Coloma de Gramanet - Joaquim Vayreda MNAC

- Santa Coloma de Gramanet Tableau de Joaquim Vayreda exposée au MNAC

### Personnalités liées à la commune
- Ferran de Sagarra i de Siscar (1853-1939): archéologue qui a découvert les vestiges du village ibérique de Puig Castellar ;
- Julia Romera Yáñez (1916-1941), résistante antifranquiste morte dans la prison pour femmes de Les Corts de Barcelone[2];
- Joaquín Bernadó (1935-) : matador né à Santa Coloma de Gramenet ;
- Lluís Hernández Alcàsser (1936-2015) : curé et maire de la commune de 1979 à 1991 ;
- Josep Lluís Trapero Álvarez (1965-) : policier ayant grandi à Santa Coloma de Gramenet ;
- Raúl Tamudo (1977-) : footballeur né à Santa Coloma de Gramenet ;
- Alberto de la Bella (1985-) : footballeur né à Santa Coloma de Gramenet ;
- Youssef Ezzejjari (1993-) : footballeur né à Santa Coloma de Gramenet ;
- Abdellah Mottaki (2001-) : joueur de futsal né à Santa Coloma de Gramenet ;
- Ernest Santasusagna i Santacreu (1900-1964) : peintre catalan.